# Сениэль, Михаил Павлович
Михаил Павлович Сениэль (настоящая фамилия Егоров; 30 декабря 1940 — 27 января 2014) — советский и чувашский поэт, прозаик и переводчик, член Союза писателей СССР (1974).

## Биография
Родился 30 декабря 1940 года в селе Урмандеево Аксубаевского района Татарской АССР.
Окончил Чистопольское медицинское училище (1959), историко-филологический факультет Казанского государственного университета (1967), Высшие литературетарные курсы при Литературном институте им. А. М. Горького (1989).
Работал фельдшером в сёлах Аксубаевского района, литературным сотрудником газеты Черемшанского района Татарской АССР. В 1967—1979 годах — редактор, старший редактор художественной и детской литературы в Чувашском книжном издательстве, с 1979 года — писатель-профессионал. Его произведения: «Первый снег» (чув. «Малтанхи юр», 1969), «Вечером синим, вечером лунным…» (чув. «Каçĕ сенкер, уйăхĕ çутă…», 1971), «У чистой воды» (чув. «Çутă шыв хĕрринче», 1976), «Удача» (1978), «Чистый свет» (чув. «Таса çутă», 2005) и другие — изданы в центральных издательствах, переведены на многие языки стран СНГ и мира.
Умер в январе 2014 года.